# Manuel de Vega Cabeza de Vaca
Manuel de Vega Cabeza de Vaca (Benavente, 1536 – Ibídem, 1609), fue un militar perteneciente a los Tercios durante la segunda mitad del siglo XVI, llegando a ser maestre de Campo, consejero de Guerra de Felipe II, caballero y hermano de la Orden de Santiago, y miembro del Consejo de Guerra con Felipe III.
Se le conoció como persona rígida y muy disciplinada, al mismo tiempo de gran valor probado y gran espíritu.

## Orígenes y familia
Hijo de Bernardino de Vega, regidor de la villa de Benavente (Zamora), y de Beatriz Cabeza de Vaca, natural de Sahagún (León), de la famosa familia que tantos ilustres dio a la historia de España.

## Biografía

### Enrolamiento en los Tercios
Ya con 20 años de edad (1556) marchó a los Tercios de Italia con una pica al hombro.
Cuenta el historiador Fernández Duro que, aún anduvo cerca de la persona del III duque de Sesa (nieto del Gran Capitán), “pasó con la misma pica a Flandes manejándola trece antes de conseguir una bandera, que tan despacio se caminaba entonces, para merecer el puesto de alférez”. Por tanto, se presupone que en 1569 fue nombrado alférez, que era el que portaba la bandera de cada compañía.
Como alférez estuvo en la batalla de Lepanto (1571), “señalándose donde tantos se distinguieron, de tal modo, que le fueron acordados 15 escudos de ventaja sobre cualquier sueldo; merced para los tiempos grande”.

### Estancia en Flandes
En 1572, tras la batalla de Lepanto regresó a Flandes acompañando al gobernador general don Luis de Requesens y Zúñiga, que le nombró sargento en el Tercio de Lombardía.
En 1576 es nombrado capitán, “en que le fue conferido con ella el gobierno de Cosenza (Italia)”, probablemente ya en el Tercio de Figueroa (antiguo Tercio Costa de Granada y, ahora, Tercio de la Liga), que se ocupaba de vigilar las costa mediterránea occidental del acoso de la piratería berberisca.
El III duque de Alba le tomó a sus órdenes en 1580, momento en que tenía los sueldos de sargento y capitán, siendo nombrado gobernador de Oporto y Viana con la comarca. Durante esa época, Felipe II le mandó una docena de cartas que “que atestiguan que se dio por bien servido en la sumisión de aquella parte” de Portugal.

### Conquista de las Azores con el Tercio de Figueroa
Manuel de Vega como capitán de una compañía del Tercio de Figueroa, junto a su amigo Hernán Tello de Portocarrero (como sargento de esa compañía) participará en la batalla naval de la isla de San Miguel y, por ello, en la conquista de las Azores (1583). Al Tercio de Figueroa le acompañan el Tercio de Bobadilla y el Tercio del alavés Agustín Íñiguez de Zárate (Tercio viejo de Sicilia), además de contingentes alemanes, italianos y portugueses leales, con un total unos 11.000 solados (72 compañías) sin contabilizar otros 6.500 de marinería.
Una vez tomadas las islas, Manuel de Vega Cabeza de Vaca toma el mando del Tercio de Agustín Íñiguez de Zárate, con guarnición en la isla de San Miguel, con 2600 hombres, para impedir un contraataque enemigo.
Rápidamente se nombra otro maestre de Campo para el Tercio, y Manuel de Vega lo abandona con destino a la Península.

### Regreso a Flandes en el Tercio de Bobadilla
A finales de 1584, tanto Manuel de Vega como Hernán Tello de Portocarrero pasan a engrosar las filas del Tercio de Bobadilla, el primero como capitán y el segundo como su sargento. El primer servicio fue la vigilancia del Estrecho de Gibraltar con 4 compañías en la nao “Juliana”. Más tarde, en Cartagena, se encontró con el resto del Tercio, donde embarcaron rumbo a Barcelona.
En Barcelona recogieron a la infanta de España, doña Catalina Micaela de Austria, que se dirigía a Saboya para casarse con Carlos Manuel I, duque de Saboya. Desde allí, y a través del “Camino Español”, llegan a Flandes.
Durante los siguientes cinco años participará en las batallas de la isla de Bommel (“el milagro de Empel”, el 07/12/1585), asedio de Grave (1586), Engelen (13/06/1587), Venlo, Huy, Bergen op Zoom, Tetruidemberg y Limburgo.

### Maestre de Campo del Tercio de Bobadilla
En 1588 continúa como capitán del Tercio de Bobadilla, pero ante las ausencias continuadas de su maestre de Campo, actúan como comandante real de la unidad.
Durante esa época se incorpora a la fuerza de desembarco para la invasión de Inglaterra (Gran Armada). Acantonado su Tercio cerca de Dunquerque junto a otros tres Tercios españoles (viejos de Sicilia y Lombardía, y el de Queralt), un regimiento anglo-irlandés (de Guillermo Estanley) y otro alemán (de Ferrante Gonzaga di Bozzolo), son embarcados y desembarcados dos veces. Finalmente, debido a la malas nuevas sobre la Gran Armada, el Tercio se retira. Aún él es el sargento mayor de la unidad, dado que su maestre de Campo Bobadilla era el asesor de Medina Sidonia en la Gran Armada, el mando real era suyo.
Dos años después (1590), Francisco Arias de Bobadilla es definitivamente relevado del mando (es destinado a sofocar un levantamiento en Aragón) y, como era de esperar, Manuel de Vega Cabeza de Vaca es nombrado como nuevo maestre de Campo, siendo su sargento Mayor su compañero de andanzas don Hernán Tello de Portocarrero.
El Tercio ahora se hace llamar Tercio departamental de Holanda (1590), acantonado en Amberes.
Poco duraría su nombramiento.
Por aquella época (1591), debido a la situación bélica generalizada y a los problemas de intendencia durante un invierno duro, los soldados no recibían su paga a tiempo, o lo hacían de forma parcial. Esta situación generó malestar y, consecuentemente, acciones de rapiña e indisciplina incluso contra la figura del maestre de Campo. Éste, que se mostró inflexible y severo no cedió. Una comisión de descontentos se dirigió directamente a Alejandro Farnesio para quejarse, el cual accedió a cambiarlos de provincia, lo cual no fue suficiente, por lo que el motín terminó por aparecer en el Tercio.
Para lavar mala imagen del amotinamiento, Manuel de Vega Cabeza de Vaca, junto a unos 300 soldados no implicados, pidió participar en la vanguardia del ataque de Nimega, lo que permitió la retirada del ejército. Aún se les pagó a los soldados amotinados todo lo que se debía, la situación no se calmó, pues temían las represalias del maestre de Campo. La solución fue la reorganización del Tercio. Alejandro Farnesio nombra a un nuevo maestre de Campo (Alonso de Mendoza), tercero en 11 años de vida del Tercio, manteniendo a Hernán Tello de Portocarrero como sargento Mayor.
"Y fue cosa de admirar el sentimiento y la ternura con que los capitanes viejos y buenos soldados vieron a Vega salida de las filas; ellos que no tenían que temer la represión; ellos, que recordaban, las ocasiones en que les guio a los asaltos y las veces que con su sangre señaló el camino: el castillo de Amberes, donde lo dieron por muerto, las trincheras de la Isla Tercera, donde casi lo estuvo", relatan las crónicas.
Felipe II le otorgó a modo de compensación el gobierno de Puerto Hércules, en los Presidios de Toscana, “pero no lo aceptó por no apartarse de la guerra”.

### Regreso a España
Alejandro Farnesio lo nombra uno de sus Consejeros (1592). En 1594 Felipe II le distingue con el puesto de Consejero de Guerra, cargo que ocuparía hasta el año 1598, cuando regresó a España.
A su regreso, el rey Felipe III le nombra miembro de su Consejo de Guerra con una pensión supletoria de 1000 ducados de renta. El Rey dispuso también que se le pagasen aquellos 15 escudos de ventaja que como alférez ganó en Lepanto “y que él en mucho tenía”.
Por encargo del Rey, participó como jefe de Estado Mayor de la Armada que mandaba el almirante Juan Andrea Doria en la expedición para la toma de Argel (1601). El almirante partió de Mallorca con 70 galeras y 10.000 soldados españoles e italianos, llegando a la costa africana al anochecer del 1 de septiembre. La indecisión del almirante de atacar rápidamente, y las malas condiciones climatológicas del día siguiente (niebla al principio, viento y marejada después) desbarataron la expedición, que regresó a Mallorca disolviendo este ejército.

### Fallecimiento y herederos
Finalmente el rey le permitió retirarse “cargado de años y de trofeos a su casa de Benavente”. Falleció en su natal Benavente en 1609, con 73 años de edad, 53 de los cuales fueron de servicio a la Monarquía.
Según indicó en su testamento, a decisión de su señor el VII conde de Luna (Antonio Alonso Pimentel y Vigil de Quiñones), tuvo sepultura en el hoy en día desaparecido claustro del convento de Santo Domingo en Benavente (en cuyo lugar actualmente se localiza la sede del Teatro Reina Sofía), uno de los centros predicadores más importantes de la Península durante los siglos XVI y XVII.
No faltaron cronistas que hablasen sobre él: El poeta Antonio Pellicer (f. 1616) le apellidó famoso caballero, diciendo que sus acciones llenaran un libro; los cronistas Antonio de Herrera y Tordesillas (1549-1626), y Luis Cabrera de Córdoba (1559-1623) le ensalzaron; Diego de la Mata le puso en el Catálogo de Ilustres de la Orden del Santiago, del que era caballero y hermano.
En cuanto a descendencia no la tuvo, pues sus herederos según testamento fueron su señor el VII conde de Luna; el canónigo Luis Cerón de Mogrovejo, superior del convento de San Marcos en León (dinero que probablemente se destinó a la construcción del claustro y escalera); y Simón de las Cuevas, clérigo de la villa de Benavente.